# Robert Felisiak
Robert Felisiak, född den 11 oktober 1962 i Wrocław, Polen, är en tysk fäktare som tog OS-guld i herrarnas lagtävling i värja i samband med de olympiska fäktningstävlingarna 1992 i Barcelona.